# Oberkastl
Oberkastl war eine Gemeinde, aus der 1966 durch Zusammenlegung mit den Gemeinden Forstkastl und Unterkastl die Gemeinde Kastl im Landkreis Altötting gebildet wurde.
Die gleichnamige Gemarkung besteht noch heute und entspricht weitgehend der ehemaligen Gemeindefläche.
Die ehemalige Gemeinde hatte 40 Gemeindeteile und eine Fläche von etwa 949 Hektar. 1961 lebten in 76 Wohngebäuden 488 Einwohner.